# نوینوگ
نوینوگ (به آلمانی: Neuenweg) یک منطقهٔ مسکونی در آلمان است که در کلاینس ویزنتال واقع شده‌است. نوینوگ ۳۴۰ نفر جمعیت دارد.